# Lime Springs (Iowa)
Lime Springs es una ciudad ubicada en el condado de Howard en el estado estadounidense de Iowa. En el Censo de 2010 tenía una población de 505 habitantes y una densidad poblacional de 191,53 personas por km².

## Geografía
Lime Springs se encuentra ubicada en las coordenadas 43°26′59″N 92°17′3″O / 43.44972, -92.28417. Según la Oficina del Censo de los Estados Unidos, Lime Springs tiene una superficie total de 2.64 km², de la cual 2.64 km² corresponden a tierra firme y (0%) 0 km² es agua.

## Demografía
Según el censo de 2010, había 505 personas residiendo en Lime Springs. La densidad de población era de 191,53 hab./km². De los 505 habitantes, Lime Springs estaba compuesto por el 99.41% blancos, el 0% eran afroamericanos, el 0.2% eran amerindios, el 0.4% eran asiáticos, el 0% eran isleños del Pacífico, el 0% eran de otras razas y el 0% pertenecían a dos o más razas. Del total de la población el 0.4% eran hispanos o latinos de cualquier raza.